# Grießkogel (Steinernes Meer)
Le Grießkogel est une montagne culminant à 2 543 mètres d'altitude dans le massif des Alpes de Berchtesgaden, en Allemagne.

## Géographie

### Situation
La montagne se situe dans le chaînon du Steinernes Meer, entre le Wildalmrotkopf et le Totem Weib au sud du Funtenseetauern, auquel il est relié par le Ledererköpfe. Au sud-est se trouve le Grießbachrotenkopf, qui n'est qu'à un mètre plus bas. À environ 400 m au sud du Grießkogel se trouve le col du Niederbrunnsulzen, au nord-ouest se trouve le Ledererkar et au nord-est se trouve le Steinige Grube.
Le sommet se trouve à la frontière entre l'Allemagne et l'Autriche.

## Ascension
Le Große Reibn passe devant le Grießkogel (par les Lange Gasse et Niederbrunnsulzen), tout comme la variante sud de la transition du Wasseralm à la Kärlingerhaus au pied du lac Funten. Il n'y a pas de sentiers balisés vers le sommet.